# Damir Polić
Damir Polić, född 3 april 1953 i Split, är en före detta kroatisk vattenpolospelare. Han ingick i Jugoslaviens landslag vid olympiska sommarspelen 1976 och 1980.
Polić tog OS-silver i den olympiska vattenpoloturneringen i Moskva. Han spelade åtta matcher och gjorde två mål i turneringen.